# Ausschuss zur Wahrung der Rechte der Volksvertretung (Bundestag)
Der Ausschuss zur Wahrung der Rechte der Volksvertretung (auch „Interimsausschuss“ genannt) war ein Ausschuss des Deutschen Bundestages, der von 1949 bis 1976 existierte. Während dieser siebenundzwanzig Jahre war durch Art. 45 des Grundgesetzes festgelegt, dass dieser Ausschuss zwingend bestehen musste, um im Sinne des Prinzips der Gewaltenteilung die Rechte des Bundestages als der gewählten Vertretung des Volkes gegenüber der Bundesregierung in parlamentslosen Zeiten, d. h. in den Zeiträumen zwischen dem Auseinandergehen des Bundestages am Ende einer Wahlperiode (oder nach einer vorzeitigen Bundestagsauflösung) einerseits und dem Zusammentritt des nächsten Bundestages nach der durch das Ende einer Wahlperiode oder die Parlamentsauflösung stattfindenden Neuwahl der Körperschaft andererseits, zu wahren.
Der Ausschuss wurde durch die Änderung von Art. 39 des Grundgesetzes durch das 33. Gesetz zur Änderung des Grundgesetzes vom 23. August 1976 (Bundesgesetzblatt I, S. 2381) effektiv abgeschafft, da das Grundgesetz durch diese Novellierung dahingehend geändert wurde, dass seither keine sogenannten „parlamentslosen“ Zeiten mehr existieren, da die bis dahin bestehenden Phasen, in denen kein tagendes Parlament vorhanden ist, abgeschafft wurden. Dies geschah dadurch, dass die Neufassung des Artikels 39 seither bestimmt, dass die Wahlperioden des Bundestages fortan nahtlos aneinander anschließen, indem der Bundestag nach dem Ende einer Wahlperiode oder nach seiner vorzeitigen Auflösung so lange weiter tagt, bis der nächste gewählte Bundestag sich konstituiert hat. Da somit seit der Reform von 1976 keine Lücken zwischen zwei Sitzungsperioden des Bundestages mehr existieren (und existieren können), entfiel damals auch der Bedarf für die Existenz eines Interimsausschusses, der diese Lückenzeiten überbrücken solle, indem er während derselben die Interessen des Bundestages gegenüber der Regierung vertritt, um zu gewährleisten, dass die Regierung den Zustand, dass sie während dieser Zeiträume zwar existiert, ein Parlament als Gegengewicht aber nicht existiert, nicht ausnützen kann, um die Machtgewichte im Staat zu ihren Gunsten (also zugunsten der Exekutive) und zu Ungunsten des Bundestages (also des Parlaments als der Legislative) zu verschieben.

## Geschichte
Der Ausschuss zur Wahrung der Rechte der Volksvertretung wurde 1949 durch den Parlamentarischen Rat in Anlehnung an analoge Ausschüsse, die in der Zeit der Weimarer Republik im Reichstag und in den meisten Landesparlamenten existiert hatten, geschaffen und im Grundgesetz in Artikel 45 als ein Gremium, das zwingend existieren musste, institutionell verankert. Als Aufgabe wurde ihm zugewiesen, die Rechte des Bundestages gegenüber der Bundesregierung zwischen zwei Wahlperioden zu wahren, wobei ihm zugleich die Rechte eines Untersuchungsausschusses zuerkannt wurden.
In der 1. Wahlperiode des Bundestags stand der Ausschuss zur Wahrung der Rechte der Volksvertretung gemäß Art. 45 des Grundgesetzes an der Spitze de Liste der Ausschuss des Bundestages, gefolgt vom Wahlprüfungsausschuss und dem Ausschuss für Geschäftsordnung und Immunität. Der Ausschuss hatte 27 Mitglieder trat aber nie zusammen. In der 2. Wahlperiode (1953–1957) war der Ausschuss an die hinterste Stelle der Ausschussliste gerückt, während an erster Stelle nun der Ausschuss für Wahlprüfung und Immunität und an zweiter der Ausschuss für Geschäftsordnung stand.
1962 stellte Siebert mit Blick auf die bisherige Tätigkeit des Bundestages fest, dass der Ausschuss zur Wahrung der Rechte der Volksvertretung mangels politischer Konfliktstoffe [..] bisher noch nicht in Erscheinung getreten war, dass er aber „im Ernstfalle“, d. h. im Fall einer entsprechenden Krise, die sich aus einem Konflikt zwischen Parlament und Regierung ergeben würde, „staatspolitisch eine Rolle von allerhöchster Wichtigkeit“ spielen würde.